# Androphobus
Androphobus is een monotypisch geslacht van zangvogels uit de familie van de zwiepfluiters.
- Androphobus viridis – Groenrugzwiepfluiter